# Молодіжний (Горноуральський міський округ)
Молоді́жний (рос. Молодёжный) — селище у складі Горноуральського міського округу Свердловської області.
Населення — 44 особи (2010, 99 у 2002).
Національний склад станом на 2002 рік: росіяни — 99 %.